# Револуције 1848—1849.
Револуције 1848—1849. (у неким државама познате и као Пролеће народа или Година револуције) је термин који се у историографији односи на низ политичких потреса који су избили широм Европе 1848. Премда су реакционарне снаге у року од годину дана повратиле контролу а револуције угушене, у европској историји био је то најшири револуционарни талас.
Револуционарни талас је почео у Француској у фебруару, и одмах се проширио на већину Европе и делове Латинске Америке. Захваћено је више од 5 држава, али није било координације или сарадње међу револуционарима из различитих држава. Пет фактора је заједничко за револуције: широко незадовољство политичким врхом, захтеви за више учешћа у власти и демократијом, захтеви радничке класе, избијање национализма и на крају прегруписање реакционих снага са ослонцем на монархе, аристократију, војску и сељаштво.
Револуцију су водиле нестабилне ад хок коалиције реформиста, средње класе и радника, које нису дуго трајала. Убијене су десетине хиљада људи и многи су приморани да оду у изгнанство. Једина значајна трајна реформа је било укидање феудализма у Аустријском царству, крај апсолутне монархије у Данској и дефинитивни крај владавине огранака Капета у Француској. Најважније револуције су биле у Француској, немачким државама, Пољској, италијанским државама и Аустријском царству. Револуције нису захватиле Русију, Шведску, Велику Британију, и већину јужне Европе: Шпанију, Србију, Црну Гору, Грчку, Португалију или Османско царство.

## Позадина
Револуције су избиле због различитих узрока тако да их је тешко посматрати као резултат кохерентног покрета или друштвеног феномена. Бројне промене су се дешавале у европском друштву током прве половине 19. века. И либерални реформатори и радикални политичари су давали нов облик националним владама.
Технолошке промене унеле су револуцију у живот радничке класе. Популарна штампа је раширила политичку свест, а нове вредности и идеје, као што су либерализам, национализам и социјализам су почели да се појављују. Неки историчари наглашавају озбиљна подбацивања у приносу усева, нарочито оних из 1846. године, што је произвело тешкоће сељацима и градским радним становништвом.
Велики делови племства су били незадовољни краљевским апсолутизмом. У аустријској Галицији је 1846. избио устанак пољског племства, који је био угушен тек када су сељаци устали против племића. Поред тога, устанак демократских снага у Великој Пољској против Пруске је био планиран, али не и спроведен.
Даље, средња класа је почела да агитује. Циљеви радника су се углавном поклапали са захтевима оних из средње класе. Иако су Карл Маркс и Фридрих Енгелс у Лондону на захтев Савеза комуниста (организације је углавном обухватала немачке раднике) написали Комунистички манифест (објављен на немачком у Лондону 21. фебруара 1848), када су комунисти почели да агитују у Немачкој након мартовског устанка у Берлину, њихови захтеви су знатно смањени. Они су у марту из Париза објавили „захтеве Комунистичке партије у Немачкој"; памфлет је позивао само на уједињење Немачке, опште право гласа, укидање феудалне обавезе и сличне циљеве средње класе.
На тај начин су средња и радничка класа делиле жељу за реформама, а сложили су се и око многих конкретних циљева. Међутим, њихово учешће у револуцијама није било једнако. Иако је подстицај већи делом дошао из средње класе, радничка класа је чинила највећи део револуционара. Побуне су прво избиле у градовима.

### Градско радничко становништво
Становништво француских руралних области се брзо увећало, што је натерало многе сељаке да потраже бољи живот у градовима. Са друге стране, буржоазија се плашила и дистанцирала од радничке сиротиње. Многи необразовани радници су радили од 12 до 15 сати дневно онда када су имали запослење, живели су у скученим сиротињским четвртима оптерећени прљавштином и болешћу. И традиционалне занатлије су осећали притисак индустријализације, због које су пропали њихови еснафи.
Стање у немачким државама је било слично. Делови Пруске су тек почели да се индустријализују. Током 40-их година 19. века аутоматизована производња у текстилној индустрији је донела јефтину одећу која се уништила ручну производњу немачких кројача. Реформе су решиле најнепопуларније одлике сеоског феудализма, али су индустријски радници остали незадовољни и тражили су веће промене.
Градска радничка класа није имала избора осим да потроши половину својих прихода на храну, коју су чинили хлеб и кромпир. Као последица подбачаја у приносима, цене хране су скочиле и потражња за индустријском робом се смањила, што је повећало незапосленост. Да би се решио проблем независности, роком револуције су организоване радионице за људе заинтересоване за грађевинске радове. Власти су такође основали радионице за жене када су се оне побуниле. Занатлије и незапослени радници су уништавали машине када њихови социјални захтеви не би били испуњени.

### Руралне области
Пораст броја становништва је довело до недостатка хране, проблема због малих земљишних поседа и миграција, и у оквиру Европе и ван ње, нарочито у Северну Америку. Током 1845. и 1846, пламењача кромпира је изазвала велику глад у северној Европи. Последице пламењаче су се најтеже осетиле у Великој глади у Ирској, али су такође скоро изазвале глад у Шкотским планинама и широм континенталне Европе.
Богатство аристократа и њихова моћ су били синоними са власништвом над обрадивим земљиштем и контролом над сељацима. Незадовољство сељаштва је експлодирало током револуционарне 1848. године.

### Улога идеја
Упркос често насилним напорима владајућих и реакционарних снага да их гуше, реметилачке идеје као што су демократија, либерализам, национализам и социјализам су стекле популарност.
Четрдесетих година „демократија“ је значила опште право гласа само за мушкарце. „Либерализам“ је значио владавину уз одобравање парламента и ограничавање црквене и државне власти, републиканско уређење, слободу штампе и појединца. „Национализам“ је веровао у уједињење људи повезаних заједничким језиком, културом, религијом, заједничком историјом и повезаних непосредно географски. Такође је било и иредентистичких покрета. У овом тренутку, Немачка и Италија су биле подељене на бројне мале државице. „Социјализам“ је четрдесетих био термин око чије дефиниције не постоји консензус, али се обично користио у контексту давању више моћи радницима у систему заснованом на радничком власништву над средствима за производњу.

## Догађаји

### Италијанске државе
Иако слабо примећено у то време, прве велике побуне избиле су на Сицилији у јануару 1848. Било је неколико претходних побуна против владавине Бурбона. Ова побуна је произвела независну државу која је постојала само 16 месеци пре повратка Бурбона. За ово време, донесени устав је био прилично напредан за своје време у либерално-демократским погледима, као што је био и предлог за италијанску конфедерацију држава. Неуспели устанак је поништен десетак година касније када је бурбонско Краљевство Две Сицилије пропало 1860—1861. са ризорђиментом.

### Француска
Фебруарска револуција у Француској је започела гушењем банкета реформиста. Ова револуција је била вођена националистичким и републиканским идеалима у француској јавности, која је веровала да би народ требало да сам управља собом. Револуција је окончала уставну монархију Луја Филипа и довела до стварања Друге француске републике. Револуционари су организовали привремену владу и сазвали уставотворну скупштину, пошто су претходно увели опште право гласа. Крајем године, за председника је изабран Луј Наполеон Бонапарта. Радници, предвођени Лујом Бланом, изборили су се за оснивање тзв. државних радионица, али је овај експеримент пропао - од њега је остало само неколико поплочаних улица у Паризу. У сукобу са буржоазијом, радници су успели да привремено загосподаре скупштином. У тродневним борбама на барикадама, генерал Лук Ежен Кавењак растерао је раднике и повратио владу власти. И Луј Блан је морао да се склони у Велику Британију.
Луј Наполеон Бонапарта је 1852, након само четири године, успоставио Друго француско царство.
Алексис де Токвил је приметио у својим Сећањима на овај период: „Друштво је било подељено на два дела: на оне, уједињене у заједничкој зависти, који нису имали ништа и оне, уједињене у заједничком терору, који су имали све“.

### Немачке државе
Мартовске револуције у немачким државама избиле су у западној и јужној Немачкој, а карактерисале су их велике народне скупштине и масовне демонстрације. Предвођени добро образованим студентима и интелектуалцима, они су захтевали немачко национално јединство, слободу штампе и слободу окупљања. Побуне нису биле добро координисане, али су имале заједничко у одбацивању традиционалних, аутократских политичких структура у 39 независних држава Немачке конфедерације. Средња класа и радничка класа које су извеле револуције су се разишле, па је на крају конзервативна аристократија поразила револуцију, натеравши многе либерале у изгнанство.

### Данска
Данском је владао систем апсолутне монархије још од 17. века. Краљ Кристијан VIII, умерени реформатор али још увек апсолутиста, преминуо је у јануару 1848. у време све веће опозиције пољопривредника и либерала. Захтеви за уставном монархијом, које су предводили Национални либерали, завршили су се народним маршом на Кристијанборг 21. марта. Нови краљ Фредерик VII, испунио је захтеве либерала и именовао нови кабинет који је укључивао и истакнуте вође Националне либералне партије. Национално-либерални покрет је желео да укине апсолутизам, али је задржао чврсто централизовану државу. Краљ је прихватио нови устав сложивши се да дели власт са дводомним парламентом званим Ригсдаг. Иако су многи официри у војсци били незадовољни, прихватили си нови споразум, који, за разлику од остатка Европе, реакционари нису поништили. Либерални устав се није односио на Шлезвиг, чиме је питање Шлезвиг-Холштајна остало нерешено.

#### Шлезвиг
Шлезвиг, област коју су насељавали и Данци и Немци, био је део данског краљевства, али је као војводство остало одвојено од остатка Данске. Подстакнути пангерманским осећајем, шлезвишки Немци су се дигли на оружје како би протестовали против нове политике коју је објавила национално-либерално влада која је желела да потпуно интегрише војводство у Данску. Немачко становништво Шлезвига и Холштајна се побунило, инспирисано протестантским свештенством. Немачке државе су послале војску, али су данске победе 1849. довеле до Берлинског мира (1850) и Лондонских протокола (1852). Они су потврдили суверенитет Данског краљевства, мада су забранили уједињење са Данском. Кршење друге одредбе ће довести до новог рата 1863. и пруске победе 1864.

### Хабзбуршка монархија
Од марта 1848. до јула 1849, Хабзбуршкој монархији је претио талас револуционарних покрета, који су често имали националистички карактер. Царство, којим се владало из Беча, обухватало је Немце, Мађаре, Словенце, Пољаке, Чехе, Хрвате, Словаке, Украјинце/ Русине, Румуне, Србе и Италијане, који су сви покушавали у току револуције да остваре самосталност, независност или чак хегемонију над другим народима. Националистичку слика су додатно компликовали истовремени догађајима у немачким државама, који су тежили већем немачком националном јединству.

#### Мађарска
Мађарска револуција 1848. почела је 15. марта 1848, када су мађарски патриоти организовали масовне демонстрације у Пешти и Будиму, који су приморале царског намесника да прихвати њихове захтеве у 12 тачака. То је довело до оставке Клеменса фон Метерниха, аустријског кнеза и министра иностраних послова. Заузврат, цар Фердинанд је обећао Мађарској устав, изабрани сабор и крај цензуре. Револуција прерасла у рат за независност од аустријске царевине, када је Јосип Јелачић, бан Хрватске, прешао границу да поврати хабзбуршку контролу. Нова влада, на челу са Лајошем Кошутом, била је у почетку успешна против хабзбуршких снага, али је на крају, после једне и по године борбе, револуција сломљена када је руски цар Николај I ушао у Мађарску са преко 300.000 војника. Мађарска је на тај начин стављена под брутално ванредно стање, а аустријска власт је обновљена. Дугорочно гледано, пасиван отпор након револуције довео је до Аустро-угарске нагодбе (1867), који је означио стварање Аустроугарске.
Током револуције, неке мањине Краљевине Угарске, укључујући и Србе из Војводине, Румуне из Трансилваније и неке Словаке из Горње Угарске су подржавали хабзбуршког цара и борили се против мађарске револуционарне војске.

#### Западна Украјина
Центар украјинског националног покрета био је у источној Галицији. Дана 19. априла 1848, група представника на челу грко-католичким свештенством покренула је петицију за аустријског цара. Петиција је изражавала жељу да у регионима Галицији где је русинско (украјинско) становништво представљало већину, да се украјински језик учи у школама и користи у објавама званичних декрета за сељаштво; очекивало се да га локални званичници разумеју и да русинско свештенство буде изједначено у правима са свештенством свих осталих вероисповести.
Дана 2. маја 1848. основан је Врховни русински (украјински) савет. Савет (1848—1851) је предводио је грчко-католички епископ Григориј Јахимович и састојао се од 30 сталних чланова. Његов главни циљ била је административна подела Галиције на западни (пољски) и источни (русински/украјински) део у границама Хабзбуршке монархије, и формирање посебног региона са политичком самоуправом.

### Велика Пољска
Пољаци су подигли устанак против Пруса у Великом познањском војводству, делу Пруске од 1815.

### Дунавске кнежевине
Румунски либерални и романтичарско-националистички устанак је почео у јуну у Кнежевини Влашкој. Устанак је био блиско повезан са неуспешном побуном у Молдавији и покушао је да обори администрацију које су наметнуле руске царске власти кроз Органску регулацију, и преко многих својих вођа је захтевао укидање бојарских привилегија. Предвођени групом младих интелектуалаца и официра влашке војске, покрет је збацио владајућег кнеза Георга Бибескуа, кога је заменио привременом владом и намесништвом, и усвојио низ великих либералних реформи, први пут објављених у прогласу из Ислаза.

## Изузеци
Уједињено Краљевство, Холандија, Португалија, Шпанија, Руска Империја (укључујући Пољску и Финску) и Османско царство су једине велике европске државе које су прошле без националних револуција током овог периода. Шведска и Норвешка су биле мало погођене. Србија, иако формално незахваћена револуцијом као део османске државе, активно је подржавала српску револуцију у Хабзбуршком царству.
Релативна стабилност Русије је приписано немогућности револуционарних групa да комуницирају једне са другима. У Краљевини Пољској устанци су се десили у 1830—1831 (Новембарски устанак) и 1846. (Краковски устанак). Коначна побуна одиграла се 1863—1865. (Јануарски устанак), али ниједна се није догодила 1848.
Швајцарска и Португалија су такође поштеђени 1848, иако су обе прошле кроз грађанске ратове претходних година (Сондербундшки рат у Швајцарској и Либерални ратови у Португалији). Увођење швајцарског савезног устава 1848. је била својеврсна револуција врста, која је поставила темеље швајцарског друштва који стоје и данас. У Холандији није било већих појава немира појавио јер је краљ, Вилем II, одлучио да промени устав како би реформисао изборе и ефективно смањио моћ монархије. Иако није било већих политичких превирања у Османском царству, дошло је до политичких немира у неким од њених вазалних држава. У Србији, феудализам је коначно укинут већ 1838, а власт српског кнеза је смањена Турским уставом.